# Anomalía de Bouguer
En geodesia y geofísica, la anomalía de Bouguer es una anomalía de la gravedad, corregida por la altura a la que se mide y la atracción del terreno. La corrección de altura por sí sola da una anomalía de gravedad en aire libre. 

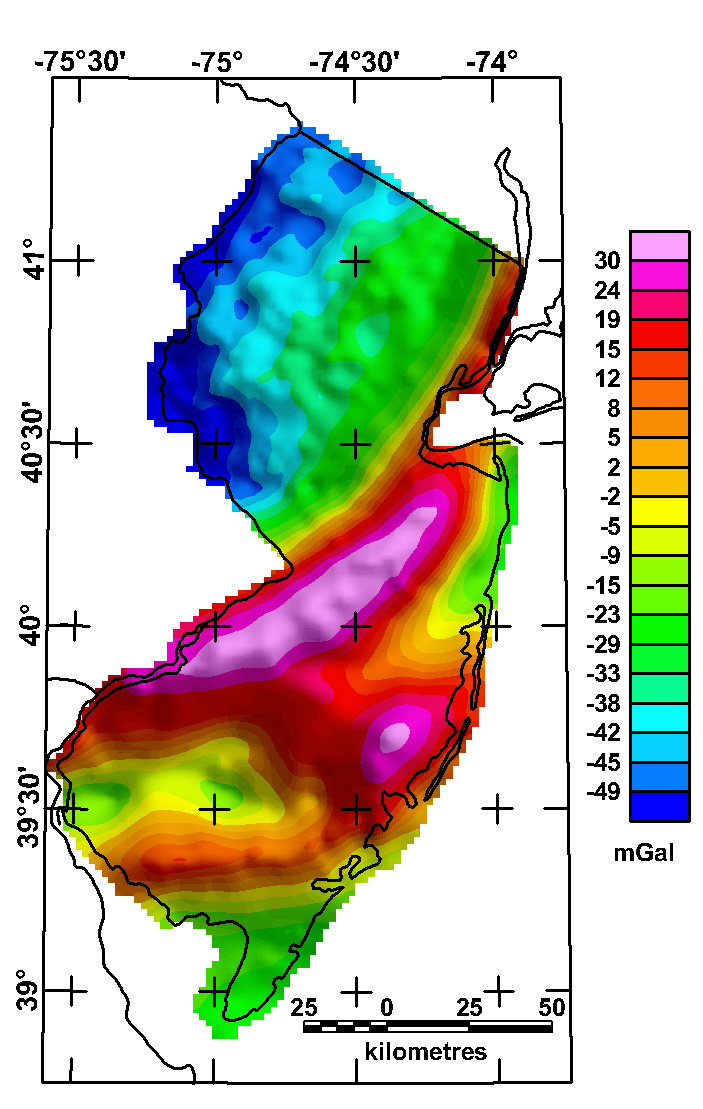
Mapa de anomalías de Bouguer del estado de Nueva Jersey (USGS)

## Anomalía
La anomalía de Bouguer está relacionada con la gravedad observada {\displaystyle g_{obs}} como sigue:
{\displaystyle g_{B}=g_{obs}-g_{\lambda }+\delta g_{F}-\delta g_{B}+\delta g_{T}}
{\displaystyle g_{B}=g_{F}-\delta g_{B}+\delta g_{T}}
Donde:
- {\displaystyle g_{B}} es la anomalía de Bouguer;
- {\displaystyle g_{obs}} es la gravedad observada;
- {\displaystyle g_{\lambda }} es la corrección por latitud (porque la Tierra no es una esfera perfecta);
- {\displaystyle \delta g_{F}} es la corrección al aire libre;
- {\displaystyle \delta g_{B}} es la corrección de Bouguer que permite la atracción gravitacional de rocas entre el punto de medición y el nivel del mar;
- {\displaystyle g_{F}} es la anomalía de la gravedad en el aire libre.
- {\displaystyle \delta g_{T}} es una corrección del terreno que permite desviaciones de la superficie de un plano horizontal infinito

Una reducción de Bouguer se llama simple o incompleta si el terreno se aproxima mediante una placa plana infinita llamada placa de Bouguer. Una reducción de Bouguer refinada o completa elimina los efectos del terreno con precisión. La diferencia entre los dos, el efecto gravitacional diferencial del desnivel del terreno, se denomina efecto terreno. Siempre es negativo.

## Reducción simple
La aceleración gravitacional {\displaystyle g} fuera de una placa de Bouguer es perpendicular a la placa y hacia ella, con magnitud 2πG veces la masa por unidad de área, donde {\displaystyle G} es la constante gravitacional. Es independiente de la distancia a la placa (como se puede probar de manera más simple con la ley de la gravedad de Gauss, pero también se puede probar directamente con la ley de la gravedad de Newton). El valor de {\displaystyle G} es 6.67 × 10 − 11 N m2 kg− 2, entonces {\displaystyle g} es 4.191 × 10 − 10 N m 2 kg − 2 veces la masa por unidad de área. Usando 1 Galón = 0,01 metro s− 2 (1 cm s− 2) obtenemos 4.191 × 10 − 5 mGal m 2 kg −1 veces la masa por unidad de área. Para la densidad media de la roca (2,67 gramo cm− 3) esto da 0.1119 mGal m− 1.
La reducción de Bouguer para una placa de Bouguer de espesor {\displaystyle \scriptstyle H} es
{\displaystyle \delta g_{B}=2\pi \rho GH}
donde {\displaystyle \rho } es la densidad del material y {\displaystyle G} es la constante de la gravitación. En la Tierra, el efecto sobre la gravedad de la elevación es una disminución de 0.3086 mGal m−1 al subir, menos la gravedad de la placa de Bouguer, lo que da un gradiente de Bouguer de 0,1967 mGal m− 1.
De manera más general, para una distribución de masa con la densidad dependiendo de una coordenada cartesiana z solamente, la gravedad para cualquier z es 2π G veces la diferencia de masa por unidad de área a cada lado de este valor z. Una combinación de dos placas paralelas infinitas, si de igual masa por unidad de área, no produce gravedad entre ellas.

## Otras lecturas
- Lowrie, William (2004). Fundamentals of Geophysics. Cambridge University Press. ISBN 0-521-46164-2.
- Hofmann-Wellenhof, Bernard; Moritz, Helmut (2006). Physical Geodesy (2nd. edición). Springer. ISBN 978-3-211-33544-4.